# Edessa rufomarginata
O percevejo das plantas (Edessa rufomarginata) é uma espécie de inseto pertencente à família Pentatomidae.